# Adobe Illustrator
Adobe Illustrator é um editor de imagens vetoriais desenvolvido e comercializado pela Adobe Systems. Foi criado inicialmente para o Apple Macintosh em 1985, e, foi comercializado para todo o público em 1995 como complemento comercial de software de fontes da Adobe e da tecnologia PostScript desenvolvida pela empresa.

## História
Sob alguns aspectos, o lançamento da primeira versão foi arriscada: o Macintosh não detinha uma fração significativa de mercado, a única impressora que suportava documentos do Illustrator era a Apple LaserWriter (na altura, recente e dispendiosa), e o paradigma de desenho das curvas de Bézier era novidade para o utilizador médio. Não só o Macintosh mostrava apenas gráficos monocromáticos, assim como as opções de visualização estavam limitadas a monitores de 9 polegadas, típicos dos modelos Macintosh 128K, 512k e XL.
Devido ao Adobe Illustrator ser um programa estável, assim como à sua curva de aprendizagem, os utilizadores perceberam que o programa não só era melhor, como finalmente resolveu o problema de imprecisão de outros programas existentes para o utilizador médio, como o Apple MacDraw. Forneceu também uma ferramenta aos utilizadores que não podiam adquirir programas dispendiosos ou aprenderem a trabalhar em programas exigentes como o AutoCAD[carece de fontes?]. O Illustrator preencheu um nicho de mercado não explorado, entre os programas de desenho e programas CAD.
O poder do Adobe Illustrator deriva das curvas de Bézier[carece de fontes?] como elemento principal dos documentos. De forma simplificada, as linhas e curvas de um desenho podem ser descritas matematicamente, os círculos e arcos são formas trigonométricas, sendo emulado de forma suficientemente precisa. A Adobe também fez com que o Adobe Illustrator funcionasse com documentos PostScript, se alguém quisesse imprimir, podia enviar diretamente para a impressora Postscript, sem ter que abrir os ficheiros no Adobe Illustrator. Uma vez que o PostScript é um formato de texto legível, outras empresas de software descobriram que era fácil[carece de fontes?] criar programas que abrissem e gravassem ficheiros do Adobe Illustrator.
Quanto às versões, o Adobe Illustrator 1.0 foi rapidamente substituído pela versão 1.1, que foi muito difundida. Uma aspecto curioso da versão 1.1 foi a inclusão no pacote do programa, de um vídeo do fundador da Adobe John Warnock, que demonstrava as características do Adobe Illustrator. A seguir foi lançada a versão 88, devido a coincidir com o ano de 1988. Seguiu-se então a versão 3.0, melhorando a capacidade de trabalhar com ''layout'' de texto, como por exemplo, texto acompanhando uma curva. A Aldus tinha assim o seu programa disponível para Macintosh, concorrente com o Freehand da Macromedia. E apesar do Freehand ter uma curva de aprendizagem maior, uma interface gráfica menos aperfeiçoada, podia no entanto fazer verdadeiros preenchimentos de mistura de cores (blend), o que o tornou um dos programas mais usados entre os outros da altura: Adobe Illustrator, PageMaker, e QuarkXPress. Passaram-se muitos anos até o Adobe Illustrator suportara verdadeiros preenchimentos de mistura de cores, e foi talvez uma das colunas do programa que os utilizadores mais se queixavam.
A Adobe estava a arriscar quanto à interface no Adobe Illustrator. Em vez de seguir à risca as normas de interface da Apple Inc. ou imitar outros programas do Macintosh, permitiu ao utilizador mudar entre as várias ferramentas de navegação (como o ''zoom'' e ''pan'') através de combinações de teclas. Provavelmente devido à experiência da Adobe em outros programas, sabiam o que estavam a fazer, e a maioria dos utilizadores achava o programa simples de usar. Infelizmente, a Apple Inc. escolheu mais tarde uma das teclas de combinação (comando-espaço) para mudar o layout do teclado, e a Microsoft escolheu no Windows outra tecla, a ''Alt'' como tecla de sistema, obrigando a Adobe a mudar as combinações de teclas.
Com a introdução do Adobe Illustrator 6 em 1996, a Adobe fez alterações cruciais na interface, quanto à edição de ''paths'', e também convergir com a mesma interface gráfica do Adobe Photoshop. Por essas razões muitos utilizadores não fizeram a actualização para esta versão. Até hoje muitos deles questionam as versões que foram lançadas depois da versão 6. O Adobe Illustrator agora também suporta fontes TrueType, acabando então com as guerras entre formatos de fontes PostScript Type 1 (da Adobe) e o TrueType (da Apple Inc. e da Microsoft). Tal como o Photoshop, também da Adobe, o Adobe Illustrator suporta plugins, permitindo assim aumentar as capacidades do programa.
Apesar de desenvolver na primeira década exclusivamente para a plataforma Macintosh, lançaram esporadicamente versões para outras plataformas. No início dos anos 1990, a Adobe lançou versões do Adobe Illustrator para o NeXT, o IRIX da Silicon Graphics, e Solaris da Sun. Mas essas versões foram descontinuadas devido à pouca aceitação do mercado nessas plataformas. A primeira versão para o Windows, a 2.0, foi lançada em 1989, mas foi um fracasso. A versão seguinte para Windows, a 4.0, foi muito criticada por ser muito parecida com a versão 1.1 e não com a 3.0 do Macintosh, e muito menos com o programa mais popular no Windows, o Corel Draw. (De notar que não houve as versões 2.0 e 4.0 para Macintosh).
A verdadeira aposta da versão para Windows só aconteceu na versão 7.0 em 1997[carece de fontes?], os designers podiam finalmente considerar o Adobe Illustrator como alternativa. Devido à aposta da Corel em competir com o WordPerfect da Microsoft, relegaram o CorelDraw para o mercado doméstico, algo que os amadores podiam usar[carece de fontes?]. A Corel lançou o CorelDraw 6.0 para Macintosh, em 1996, mas foi recebido como programa menor e tardio. A Aldus também lançou o Freehand para Windows, mas não era o mesmo que o Adobe Illustrator[carece de fontes?]. A Adobe comprou a Aldus em 1994, adquirindo assim o PageMaker, e como parte da transacção, vendeu o Freehand à Macromedia.
Com o crescimento da internet, o Adobe Illustrator melhorou o suporte a publicação de documentos para a internet, a pré-visualização de imagens raster, o PDF, e o formato SVG, todas elas bem recebidas pelos utilizadores.

O Nascimento de Vênus de Sandro Botticelli.

Ao iniciar com a versão 1.0, a Adobe adquiriu a licença do quadro O Nascimento de Vénus de Sandro Botticelli à empresa Bettmann Archive. Usaram então uma porção do quadro, a face de Vénus, como imagem de marca do Adobe Illustrator. John Warnock queria uma imagem renascentista que evocasse a sua visão do PostScript como um novo período renascentista em edição digital. A Adobe encarregou Luanne Seymour Cohen (a responsável por trabalhos anteriores de marketing da empresa), a qual encontrou em Vênus, um bom exemplo para demonstrar as potencialidades do Adobe Illustrator em delinear curvas suaves sobre imagens bitmap. Ao longo dos anos, esta imagem apresentada ao iniciar o Adobe Illustrator (splash screen) tornou-se mais estilizada à medida que o Adobe Illustrator tinha mais funções, de forma a acompanhar as potencialidades do produto.
O Adobe Illustrator está actualmente na versão 15 (chamada CS5 para refletir a integração no pacote de programas Creative Suite) e está disponível para Macintosh e Windows. A imagem de Vénus foi substituída no Adobe Illustrator CS (versão 11) por uma flor estilizada, de forma a se integrar na imagem da natureza do pacote de programas Creative Suite. Na versão 13, o software é representado por um ícone quadrado laranja, com as iniciais "Ai" no centro (seguindo a identidade dos demais programas da Creative Suite 3).

## História de lançamentos
| versão   | sistema operativo                       | data de lançamento    |
| 1.0      | Mac OS                                  | Janeiro de 1987       |
| 1.1      | Mac OS                                  | 19 de março de 1987   |
| 88       | Mac OS                                  | Março de 1988         |
| 2.0      | Windows                                 | Janeiro de 1989       |
| 3        | Mac OS, NeXT, e outros baseados em Unix | Outubro de 1990       |
| 3.5      | Silicon Graphics                        | 1991                  |
| 4        | Windows                                 | Maio de 1992          |
| 3.5      | Solaris                                 | 1993                  |
| 5        | Mac OS                                  | Junho de 1993         |
| 5.5      | Mac OS                                  | Junho de 1994         |
| 4.1      | Windows                                 | 1995                  |
| 6        | Mac OS                                  | Fevereiro de 1996     |
| 7        | Mac OS, Windows                         | Maio de 1997          |
| 8        | Mac OS, Windows                         | Setembro de 1998      |
| 9        | Mac OS, Windows                         | Junho de 2000         |
| 10       | Mac OS, Windows                         | Novembro de 2001      |
| CS (11)  | Mac OS, Windows                         | Outubro de 2003       |
| CS2 (12) | Mac OS, Windows                         | 27 de Abril de 2005   |
| CS3 (13) | Mac OS, Windows                         | 16 de Abril de 2007   |
| CS4 (14) | Mac OS, Windows                         | Outubro de 2008       |
| CS5 (15) | MAC OS, Windows                         | 12 de abril de 2010   |
| CS6 (16) | MAC OS, Windows                         | 23 de abril de 2012   |
| CC (17)  | MAC OS, Windows                         | 2 de novembro de 2016 |